# أنخيل مالدونادو
أنخيل مالدونادو (بالإسبانية: Ángel Maldonado) (8 سبتمبر 1973 في المكسيك - ) هو لاعب كرة قدم مكسيكي في مركز حراسة المرمى، شارك في الألعاب الأولمبية الصيفية 1992. وشارك مع منتخب المكسيك تحت 23 سنة لكرة القدم. أما مع النوادي، فقد لعب مع نادي أمريكا.

## وصلات خارجية
- أنخيل مالدونادو على موقع الاتحاد الدولي (مؤرشف)  (الإنجليزية)
- أنخيل مالدونادو على موقع قاعدة بيانات كرة القدم.إي يو (الإنجليزية)
- أنخيل مالدونادو على موقع أوليمبيديا (الإنجليزية)